# Die Csárdásfürstin (1971)
Die Csárdásfürstin ist eine ungarisch-deutsche Operettenverfilmung des Operettentheaters Budapest von Miklós Szinetár aus dem Jahr 1971 mit Anna Moffo in der Titelrolle. Sie basiert auf der 1915 uraufgeführten Operette Die Csárdásfürstin von Emmerich Kálmán, die als dessen bedeutendstes Bühnenwerk gilt. Im Unterschied zu der 20 Jahre älteren Version der Csardasfürstin, die eine sehr freie Bearbeitung des Stoffs darstellte, folgt diese Fernsehadaption sehr viel enger den literarischen und musikalischen Vorgaben des Originals.

## Handlung
Während sich die als Csárdásfürstin gefeierte ungarische Chansonnière Sylva Varescu auf ihre Amerika-Tournee vorbereitet, macht ihr der Wiener Fürstensohn Edwin von Lippert-Weylersheim ein Heiratsversprechen. Graf Boni Kancsianu hintertreibt dieses, indem er ihr die Verlobungsanzeige Edwins mit seiner Cousine Stasi zukommen lässt. Sylva verlässt Budapest für ihre Tournee.
Auf der Verlobungsfeier von Stasi und Edwin erscheinen unangemeldet Boni und Sylva, die er als seine Gattin vorstellt. Während der Feier finden jedoch Stasi und Boni zusammen, und auch Sylva und Edwin versöhnen sich. Nachdem sich herausgestellt hat, dass Edwins Mutter, die Fürstin Marie-Louise, früher selbst eine bekannte Chansonnière war, steht der Zustimmung der Eltern zu dieser scheinbaren Mesalliance nichts mehr im Wege.